# The Innkeepers
The Innkeepers är en amerikansk skräckfilm regisserad och skriven av Ti West.

## Handling
Claire och Luke jobbar på ett gammalt hotell som ska stänga. Luke har en hemsida om hemsökta platser och han och Claire vill försöka spela in ljud och hitta bevis om spöket som påstås hemsöka hotellet. Ett medium checkar in på hotellet och Claire ber henne att se om det verkligen finns ett spöke i källaren. Mediet säger att det finns tre stycken, men vad är det de vill? Vad alla vill: Leva... 

## I rollerna
- Sara Paxton som Claire
- Pat Healy som Lukas
- Kelly McGillis som Leanne Rease-Jones
- Alison Bartlett som mor
- Jake Ryan som pojke
- George Riddle som den gamle mannen
- Lena Dunham som baristan
- Brenda Cooney som Madeline O'Malley
- John Speredakos som polis[2]

## Om filmen
Filmen är inspelad i ett äkta hemsökt hotell i Torrington, Connecticut som liksom det i filmen heter Yankee Pedlar Inn. Dock är hotellet inte stängt utan fortfarande i bruk. Regissören Ti West hade bott på hotellet under inspelningen av The House of the Devil.  Enligt Ti West fick han vid inspelningens slut reda på att rummet som är Claires rum i filmen är det rum på hotellet där flest personer säger sig ha sett spöken. Filmen spelades in på 35 mm. 